# Mounir Benamadi
Mounir Benamadi (en arabe : منير بن أمادي), né le 5 avril 1982 en Algérie, est un judoka algérien évoluant dans la catégorie des moins de 66 kg (poids demi-légers).

## Biographie
Il a remporté une médaille d'or pour sa division aux Jeux africains de 2007 à Alger et une médaille d'argent aux Championnats d'Afrique de judo 2008 à Agadir.
Benamadi a représenté l'Algérie aux Jeux olympiques d'été de 2008 à Pékin, où il a concouru dans la catégorie des demi-poids légers (66 kg). Il a battu l'Australien Steven Brown (en) au premier tour préliminaire, avant de perdre son prochain match par un seul koka face à Mirali Sharipov (en) de l'Ouzbékistan.

## Palmarès

### Compétitions internationales
| Année | Compétition            | Lieu   | Résultat | Catégorie      |
| ----- | ---------------------- | ------ | -------- | -------------- |
| 2007  | Jeux africains         | Alger  | 1er      | Moins de 66 kg |
| 2008  | Championnats d'Afrique | Agadir | 2e       | Moins de 66 kg |